# 倉岳山
倉岳山（くらたけやま）は、山梨県大月市と上野原市の境にある山。標高は990.1メートル。山梨百名山の一つ。秋山山系の最高峰。

## 概要
相模川水系の桂川の南側に連なる秋山山系の一つ。甲斐国志では鞍岳山と書かれ、鞍立山とも言われた。桂川方面から見ると鞍の形をしているからと言う。
山頂からの展望に恵まれ、富士山の眺望は秀麗富嶽十二景の一つに選定されている。山頂付近では桂川を挟んだ北側の百蔵山、扇山の展望も良い。
中央線の駅から直接徒歩で登頂できることから、百蔵山や扇山、西側の高畑山とともに登山者の多い山である。

## 主な登山コース
- JR東日本中央本線梁川駅から。

立野峠を経由して山頂まで2時間15分。
- 中央本線鳥沢駅から。

穴路峠を経由して山頂まで2時間25分。
- 旧秋山村方面から。

浜沢バス停から立野峠を経由するコース

## 近隣の山
- 扇山
- 高畑山